# Carl Christian Wischmann
Carl Christian Wischmann (5. července 1819, Aalborg, Dánsko – 8. května 1894, Christiania, Norsko) byl jeden z prvních dánských a norských portrétních fotografů. Po mnoho let provozoval ateliér v Stortingsgaten v Oslu, kde se nachází dodnes (Serpentingården č. p. 4).

## Životopis
Z Wischmannových nejznámějších fotografií jsou nejspíše tři portréty básníka Ivara Aasena pořízené mezi lety 1871 a 1884.
Wischmann pracoval jako daguerrotypista v Aarhusu než přišel do Stavangeru v roce 1848. Krátce se usadil ve městě a pak se přestěhoval do Bergenu a Trondheimu. V Bergenu spolupracoval s Hansem Krumem a jejich společnost nesla název Wischmann & Krum.
V roce 1853 se Wischmann usadil v Christianii a provozoval ve městě ateliér až do své smrti v roce 1894. Asi v letech 1856-1860 spolupracoval v ateliéru s dánským fotografem Christianem Olsenem. Během prvních let žil v Østre gade, pak na Drammensveien, v Stortingsgatenu a naposledy na Karl Johans gate.

## Galerie

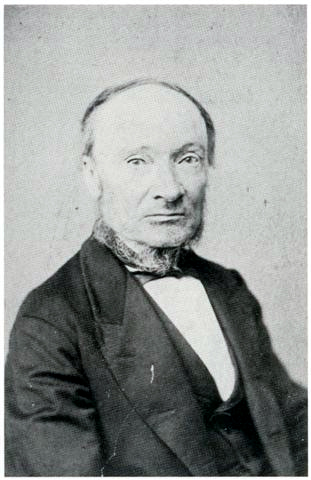
Ivar Aasen, 1871
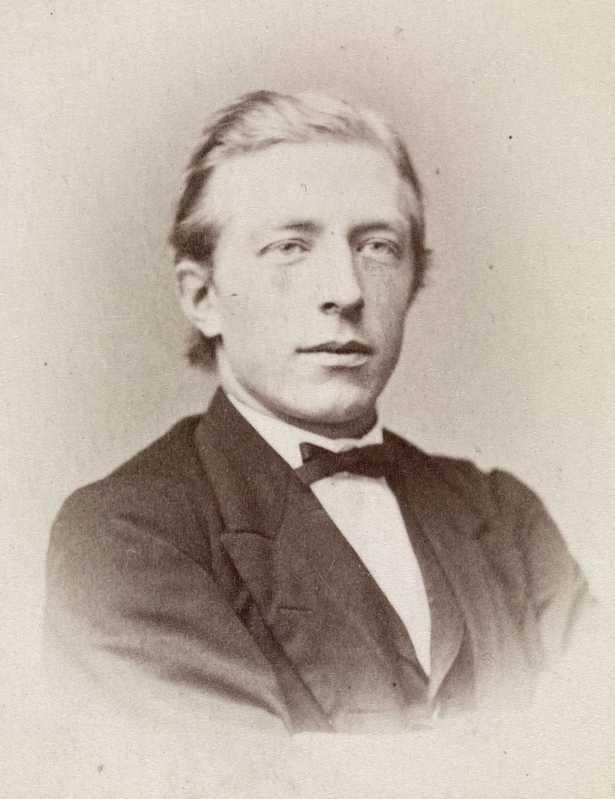
Otto Albert Blehr
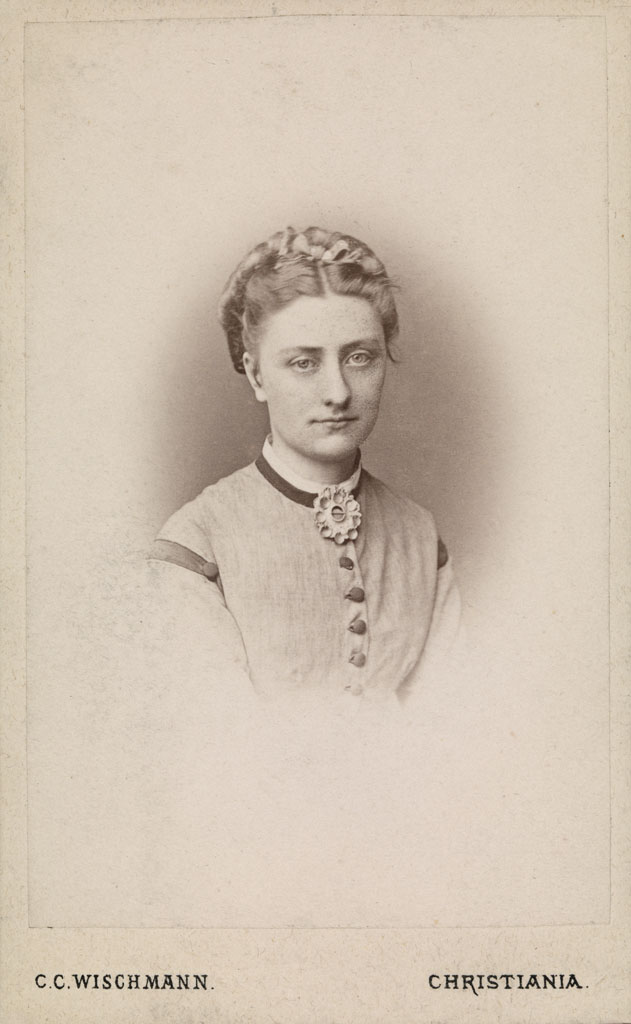
Gina Krog, asi 1873
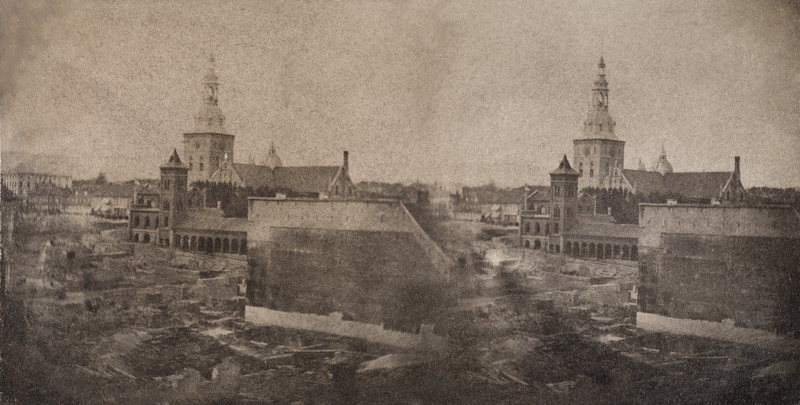
Čtvrti mezi Skippergata a Kostelní ulicí po požáru v roce 1858
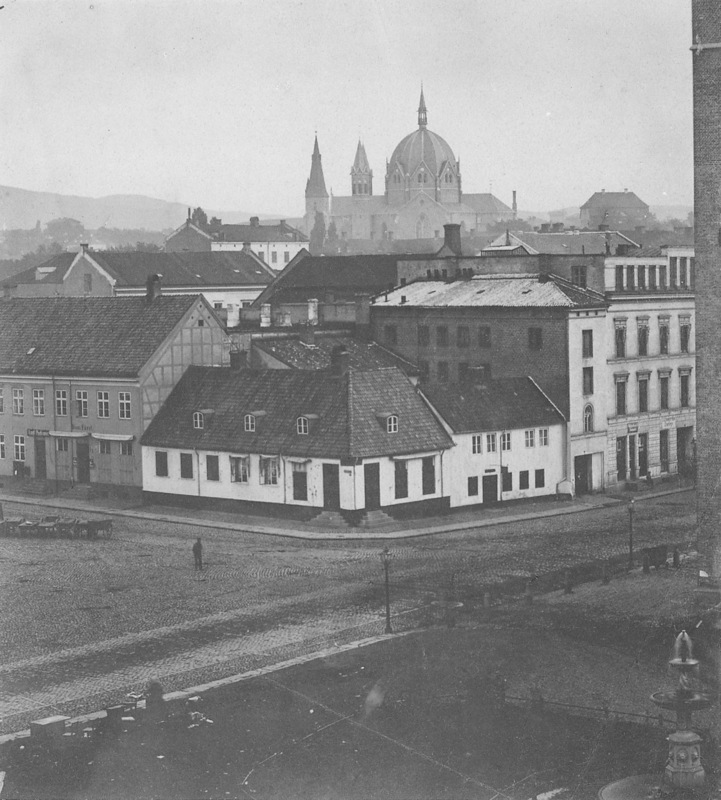
Stortorvet 11 na rohu Torggata